# Alf Stewart
Alfred Douglas "Alf" Stewart es un personaje ficticio de la serie de televisión australiana Home and Away, interpretado por el actor Ray Meagher desde el 17 de enero de 1988 hasta ahora. Alf es el personaje con más tiempo en la serie y uno de los más queridos del público.

## Biografía
Alf se graduó de Summer Bay High en 1958.
Alf recientemente salió con Bridget Simmons después de que la conociera por medio de su media hermana Colleen Stewart y su nieta Martha MacKenzie - Holden; sin embargo después de que Leah Patterson - Baker y su hijo VJ fueran secuestrados por el examante de Bridget, Brian; descubrió que Bridget era una estafadora y que solo estaba tras su dinero, así que terminó la relación. 
Alf se casó por primera vez con su novia de la adolescencia Martha Baldivis el 5 de abril de 1969 con quien tuvo a Ruth "Roo" Stewart, lamentablemente Martha murió en 1985 al ahogarse y Alf quedó destrozado. Con Viv Standish tuvo a Owen Dalby. 
Después de la muerte de Martha su primera esposa, Alf se casó por segunda vez, esta vez con Ailsa Hogan con quien tuvo a Duncan Stewart, sin embargo Aisla murió de un ataque al corazón en el 2000; Alf también es padrastro de Shauna Bradley, hija que tuvo Ailsa con un oficial mientras se encontraba en la cárcel.
Como resultado de un romance con Mary Jackson tuvo a Quinn Jackson. 
Es abuelo de Martha Holden y Ric Dalby, poco después se enteró de que Colleen Smart es su media hermana. 
Poco después de la llegada de Penn Graham en el 2010, este revela que es el hermano mayor de Tulip O'Hare, una mujer con la que Alf tuvo un románce 20 años atrás en 1987, cuando Alf se da cuenta de que los sentimientos de Tulip hacia él eran muy fuertes y al saber que él no le correspondía decide terminar con la aventura; y poco después Tulip muere a causa de una sobredosis con pastillas para dormir.
A finales del 2010 durante la recepción de la boda de Gina Austin y John Palmer el detective Robert Roberson arresta a Alf por el asesinato de Penn, quien fue encontrado muerto a las orillas del mar. Por fin en febrero del 2011 se reveló que Will Smith había sido el responsable de su muerte, después de que apuñalara a Penn en defensa propia mientras intentaba defender a Diara Henessey de Penn.